# Koh Kong (provinshuvudstad)
Koh Kong är en provinshuvudstad i Kambodja.   Den ligger i provinsen Koh Kong, i den sydvästra delen av landet, 210 km väster om huvudstaden Phnom Penh. Koh Kong ligger 5 meter över havet och antalet invånare är 33 134.